# Коинтеграция
Коинтеграция — свойство нескольких нестационарных (интегрированных) временных рядов, заключающееся в существовании некоторой их стационарной линейной комбинации. Концепция коинтеграции впервые была предложена Грэнджером в 1981 году. В дальнейшем данное направление развивали Энгл, Йохансен, Филипс и другие.
Коинтегрированность является важным свойством многих экономических переменных, которое означает, что несмотря на случайный (слабо предсказуемый) характер изменения отдельных экономических переменных, существует долгосрочная зависимость между ними, которая приводит к некоторому совместному, взаимосвязанному изменению. Фактически речь идёт о модели исправления (коррекции) ошибок (ECM — Error Correction Model) — когда краткосрочные изменения корректируются в зависимости от степени отклонения от долгосрочной связи между переменными. Такое поведение присуще коинтегрированным временным рядам.

## Определения

### Коинтеграция. Коинтеграционное уравнение
Формальное определение. Пусть {\displaystyle y_{t}=(y_{1t},y_{2t},...,y_{kt})^{T}} — совокупность временных рядов, каждый из которых представляет собой интегрированный процесс первого порядка {\displaystyle y_{it}\sim I(1)}. Эти временные ряды называются коинтегрированными, если существует вектор {\displaystyle a=(a_{1},a_{2},...,a_{k})^{T}}, такой что временной ряд {\displaystyle \varepsilon _{t}=a^{T}y_{t}=\sum _{i=1}^{k}a_{i}y_{it}} является стационарным процессом, то есть {\displaystyle \varepsilon _{t}\sim I(0)}. Вектор {\displaystyle a} называется коинтеграционным вектором. Очевидно умножение коинтеграционного вектора на произвольное число не меняет коинтегрирующего характера этого вектора (так как умножение на произвольное число не меняет стационарности процесса). Поэтому коинтеграционный вектор можно параметризовать следующим образом {\displaystyle a=(1,-a_{2},-a_{3},...,-a_{k})^{T}}. В таком случае получаем коинтеграционное уравнение (CE):
{\displaystyle y_{1t}=\sum _{i=2}^{k}a_{i}y_{it}+\varepsilon _{t}~,~~~\varepsilon _{t}}-стационарный процесс
Коинтеграционное уравнение нестационарных рядов — аналог регрессионной модели стационарных рядов.

### Коинтеграционное пространство. Ранг коинтеграции
Очевидно также, что если имеется несколько коинтеграционных векторов, то произвольная линейная комбинация этих векторов, тоже будет коинтеграционным вектором (так как линейная комбинация стационарных рядов — тоже стационарный ряд). Соответственно, говорят о пространстве коинтеграционных векторов — коинтеграционном пространстве. Размерность этого пространства называется рангом коинтеграции. Ранг коинтеграции фактически есть максимальное количество линейно-независимых коинтеграционных векторов или коинтеграционных уравнений. Если ранг коинтеграции равен количеству временных рядов, то эти временные ряды являются стационарными. Нулевой ранг коинтеграции означает отсутствие коинтеграции.
Если временные ряды коинтегрированы, то для таких рядов коинтеграционное уравнение можно оценить обычным Методом Наименьших Квадратов. В этом случае получаются не просто состоятельные оценки (как в случае классической регрессии), а суперсостоятельные оценки параметров модели (существенно большая скорость сходимости к истинному значению при увеличении объёма выборки). При отсутствии коинтеграции построение моделей регрессии нестационарных (интегрированных) временных рядов между собой может привести к ложной регрессии. Это связано с тем, что в общем случае (когда коинтеграции нет) случайная ошибка в регрессионной модели, аналогичной коинтеграционному уравнению, не является стационарным процессом. А значит получаемые оценки параметров таких моделей, а также оценки статистических характеристик этих оценок параметров моделей могут быть смещёнными, несостоятельными и неэффективными. Следовательно, по выборочным статистикам можно сделать неверное предположение о наличии связи там, где её на самом деле нет.

### Обобщение
Понятие коинтеграции допускает следующее обобщение. Пусть {\displaystyle y_{t}^{i},i=1..k}- временные ряды, каждый из которых, является интегрированным процессом порядка p, то есть {\displaystyle y_{t}^{i}\sim I(p)}. Тогда эти временные ряды называются коинтегрированными порядка p, q (пишут {\displaystyle y_{t}\sim CI(p,q)}), если существует ненулевой вектор {\displaystyle a}, такой что линейная комбинация {\displaystyle a^{T}y} является процессом {\displaystyle I(p-q),~0<q\leqslant p}. Классическое определение коинтеграции — это частный случай при {\displaystyle p=q=1}, то есть {\displaystyle CI(1,1)}.

## Тест Энгла-Грэнджера
Тест основан на коинтеграционном уравнении, оценённом с помощью обычного МНК. Идея теста заключается в том, что если остатки этой модели нестационарны (имеют единичный корень), то коинтеграция временных рядов отсутствует. Нулевая гипотеза — отсутствие коинтеграции, то есть наличие единичного корня в ошибках модели (коинтеграционного уравнения). Для проверки гипотезы единичного корня применяется статистика расширенного теста Дики-Фулера, однако в отличие от классического случая этого теста в данном случае критические значения статистики иные, они больше по абсолютной величине. Критические значения получены МакКинноном и Девидсоном с помощью имитационного моделирования. Ниже для примера приведены 1%-ные асимптотические (бесконечный объем выборки) критические значения статистики.
| Тип модели\Количество переменных | 2     | 3     | 4     | 5     | 6     |
| -------------------------------- | ----- | ----- | ----- | ----- | ----- |
| Модель с константой              | -3,90 | -4,29 | -4,64 | -4.96 | -5.25 |
| Модель с константой и трендом    | -4.32 | -4.66 | -4.97 | -5.25 | -5.52 |

## Подход Йохансена
Для одиночных уравнений тестирование интегрированности заключается в проверке равенства наличия единичных корней в соответствующей авторегрессии. В случае коинтеграции аналогичную роль может играть векторная авторегрессия. В общем случае процедура тестирования коинтеграции следующая. Рассматривается векторная модель авторегрессии VAR(p)
{\displaystyle y_{t}=\sum _{i=1}^{p}A_{i}y_{t-i}+Bx_{t}+\varepsilon _{t}}
Эту модель можно представить в виде векторной модели исправления ошибок (VEC, Vector Error Correction)
{\displaystyle \vartriangle y_{t}=\Pi y_{t-1}+\sum _{j=1}^{p-1}\Gamma _{j}\vartriangle y_{t-j}+Bx_{t}+\varepsilon _{t}~,~\Pi =\sum _{i=1}^{p}A_{i}-I~,~\Gamma _{j}=-\sum _{i=j+1}^{p}A_{i}}
Отвлекаясь от экзогенных переменных x из данного представления видно, что если первые разности рядов {\displaystyle y_{t}} по предположению стационарны, то {\displaystyle \Pi y_{t-1}} — тоже должна быть стационарна. Согласно теореме Грэнджера о представлении, если ранг коинтеграции меньше числа переменных, матрицу П можно представить в виде произведения двух матриц {\displaystyle \alpha \beta ^{T}}, где вторая матрица — матрица из коинтегрирующих векторов. Ранг матрицы {\displaystyle \Pi } определяет ранг коинтеграции. Йохансен показал, что задача нахождения параметров {\displaystyle \beta } эквивалентна задаче нахождения собственных векторов определённой матрицы. Для тестирования ранга коинтеграции используется тест отношения правдоподобия, статистика которой в данном случае сводится к функции от собственных значений этой матрицы. Нулевая гипотеза заключается в предположении, что ранг коинтеграции равен данному значению r. Альтернативная гипотеза в подходе Йохансена состоит в том, что ранг коинтеграции больше данного. Соответствующая LR-статистика имеет вид (статистика следа)
{\displaystyle LR_{r}^{tr}=n\sum _{i=r+1}^{p}\ln(1-\lambda _{i})}
где {\displaystyle \lambda _{i}} -i-е наибольшее собственное значение определённой матрицы.
Последовательная процедура Йохансена заключается в том, чтобы начинать проверку гипотезы с ранга 0 до ранга k-1. Если гипотеза не отвергается для ранга 0, то ранг считается нулевым (отсутствие коинтеграции). И так далее до k-1. В последнем случае альтернативная гипотеза заключается в стационарности исходных рядов.
Также возможна проверка нулевой гипотезы против альтернативной о том, что ранг на единицу больше, чем предполагается в нулевой. В таком случае применяется статистика максимального собственного числа
{\displaystyle LR_{r}^{max}=n\ln(1-\lambda _{r+1})}
Распределение LR статистики зависит от наличия детерминированных трендов в данных и в коинтеграционном уравнении. Поэтому тестировать следует для нескольких вариантов: в данных отсутствуют детерминированные тренды (в CE не включается ни константа и тренд, или включается только константа), в данных есть линейный детерминированный тренд (в CE константа без тренда или константа и тренд), в данных есть квадратический тренд (в CE включается константа и линейный тренд).